# Étienne Jeaurat
Étienne Jeaurat (n. 9 februarie 1699, Paris, Regatul Franței – d. 14 decembrie 1789, Versailles, communauté d'agglomération Versailles Grand Parc⁠(d), Regatul Franței) a fost un pictor francez, cunoscut mai ales pentru scenele sale pline de viață.

## Viața timpurie
Născut în Vermenton, lângă Auxerre, Jeaurat a devenit orfan la o vârstă fragedă. Fratele său, gravorul Edme Jeaurat⁠(d), l-a încredințat lui Nicolas Vleughels⁠(d), un prieten al lui Antoine Watteau, care a fost numit director al Académie de France din Roma în 1724. Vleughels l-a dus pe Jeaurat la Roma pentru o ședere prelungită, exercitând o influență considerabilă asupra operei sale.

## Carieră

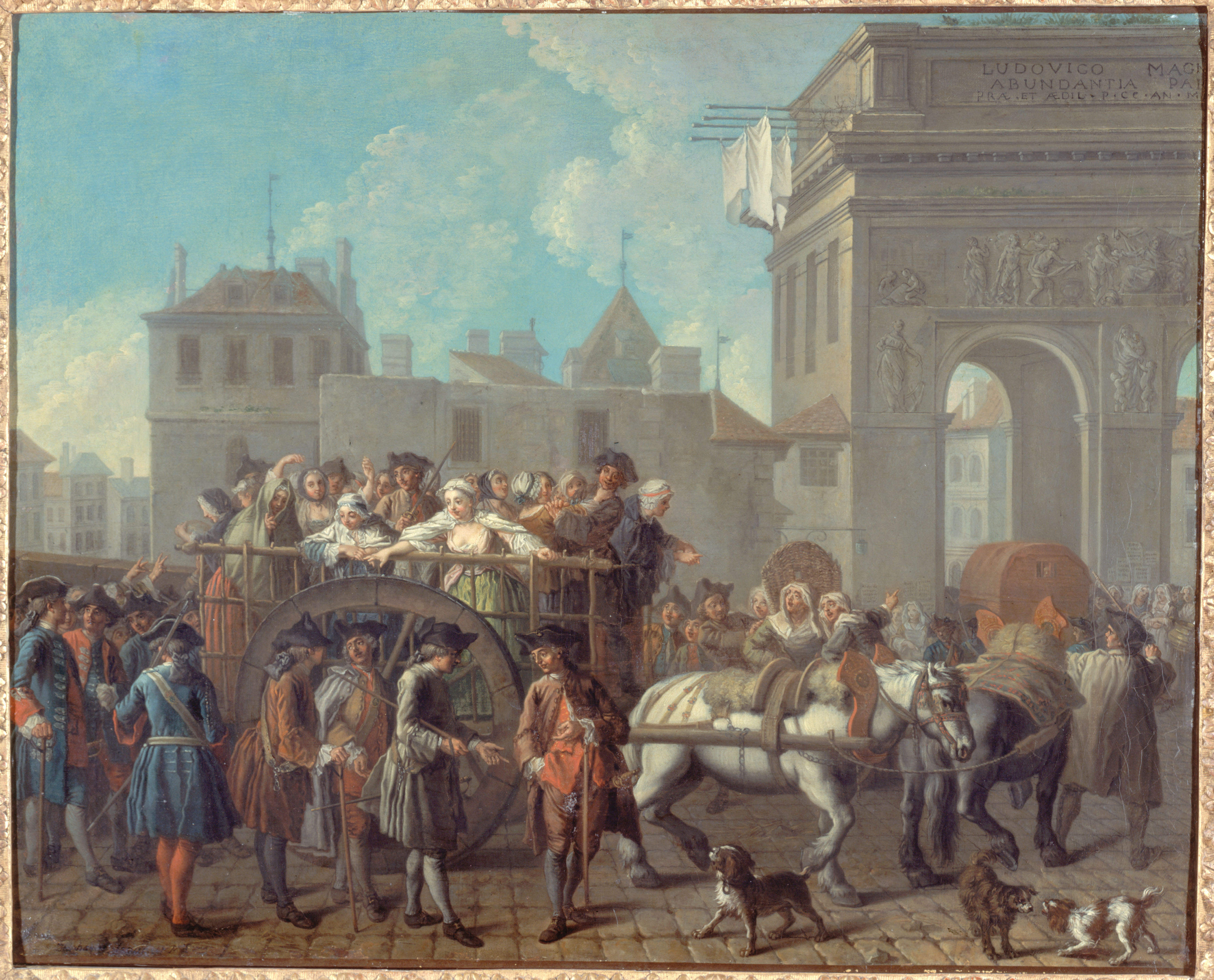
Fetele plăcerii de la Salpétrière conduse prin poarta St-Bernard

După întoarcerea la Paris, Jearat a devenit membru al Academiei Regale⁠(d) în 1733. În 1737, a expus pentru prima dată la Salon des Artistes la Luvru, pe atunci nefiind muzeu, ci palat. A continuat să-și expună lucrările în mod regulat acolo până în 1789. La Academie, Jeaurat a fost ridicat la rang de profesor (1737) și cancelar (1781). El a fost păstrătorul colecției de picturi a regelui la Versailles din 1767.

## Opera
A avut succes considerabil cu lucrările sale istorice și mitologice, portretele și naturile statice, emulând adesea stilul lui Chardin. Dar mai ales picturile sale de gen au atras interesul. În special, piesele sale de conversație în stilul lui David Teniers cel Tânăr i-au asigurat popularitatea. Pe vremea lui, el era numit „Tenier francez”.
Era priceput să picteze scene pline de viață pe străzile Parisului, cum ar fi Fetele plăcerii de la Salpétrière conduse prin poarta St-Bernard (1755) care prezintă prostituate transportate la închisoarea Salpétrière. De asemenea, a pictat o serie de opt lucrări care descriu scene din fabulele lui La Fontaine, precum și lucrări religioase.

## Lucrări alese
- Laban căutându-și fiicele (1737), ulei pe pânză, 15x33 cm, Muzeul Ermitaj [15]

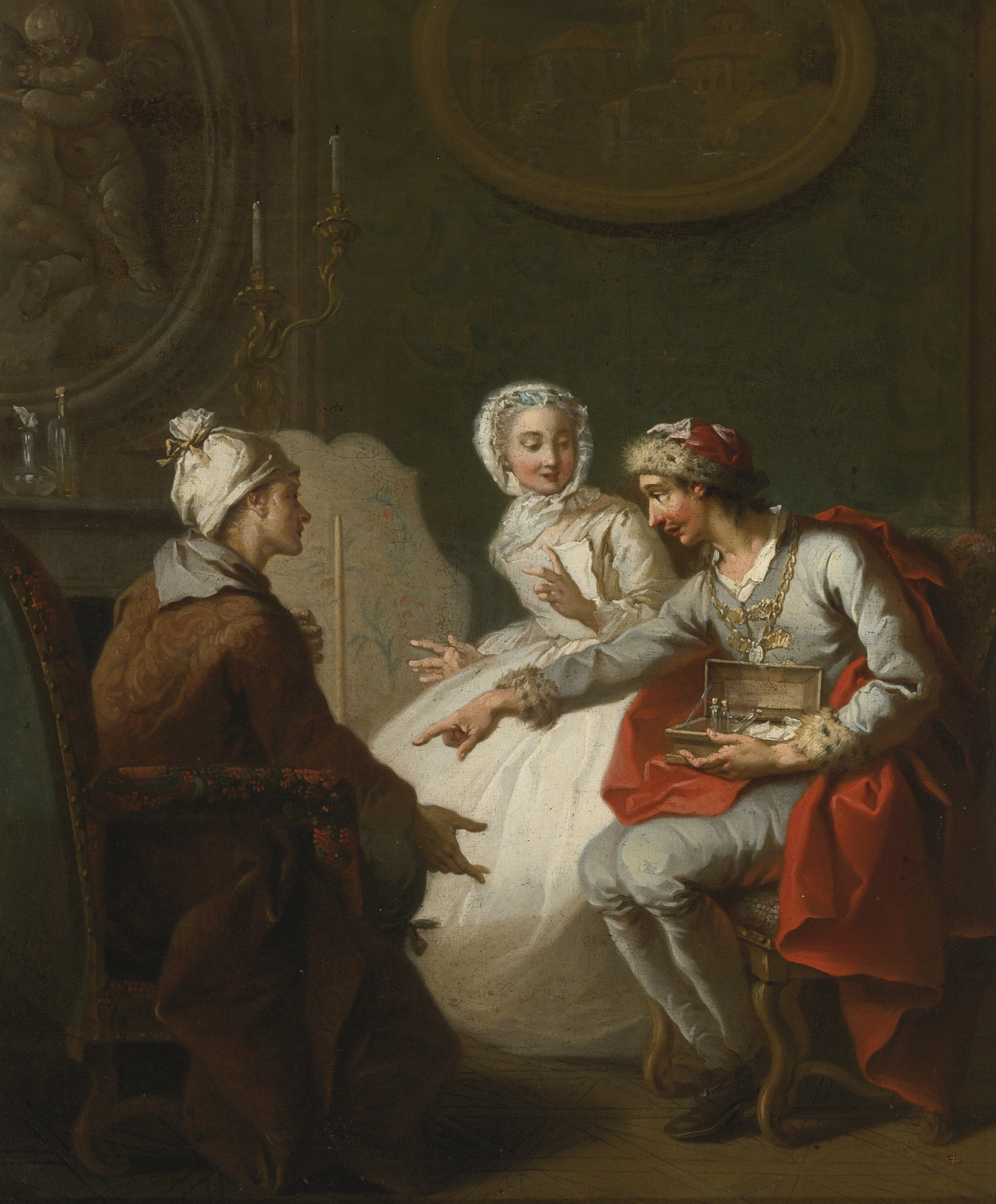
Vizita medicului sau șarlatanul

- Recuperare (1744), ulei pe pânză, 43,5x32,5 cm, Muzeul Ermitaj [15]
- Interior cu două femei (c 1740), ulei pe pânză; 61 x 51 cm, Muzeul Ashmolean.
- Bath o Women (1741), ulei pe pânză, 64,5 x 52,5 cm, Musée de Bordeaux. [16]
- Fetele plăcerii la Salpétrière conduse prin poarta St-Bernard (1755), Musée Carnavalet